# Anders Grade
Anders Grade, född 26 mars 1877 i Södra Sandby, död 24 december 1943 i Stockholm, var en svensk skolman och historiker.
Grade blev filosofie doktor i Lund 1913, adjunkt vid Södermalms läroverk i Stockholm 1907, lektor vid Högre realläroverket å Norrmalm 1919, rektor vid Katarina realskola 1926, och var tillförordnat undervisningsråd 1921–1922. Grade, som specialiserade sig på det tidiga 1800-talets historia, utgav bland annat Sverige och Tilsitalliansen (1913) samt Revolutionen och Napoleon (1930).